# Союз польских рабочих
Союз польских рабочих (пол. Związek Robotników Polskich) — польская социалистическая организация, созданная в 1889 году, а затем вошедшая в Заграничный союз польских социалистов (т.е. будущую Польскую социалистическую партию). Марксистское крыло покинуло организацию в 1892 году и влилось в Социал-демократию Королевства Польского.
Видными деятелями СПР были Людвик Кшивицкий, Юлиан Мархлевский, Адольф Варский и др.